# ريتشارد إس. إدواردز
ريتشارد إس. إدواردز (بالإنجليزية: Richard S. Edwards)‏ هو ضابط أمريكي، ولد في 18 فبراير 1885 في فيلادلفيا في الولايات المتحدة، وتوفي في 2 يونيو 1956 في أوكلاند في الولايات المتحدة.